# Basketball-Amerikameisterschaft 2011
Die Basketball-Amerikameisterschaft 2011 (offiziell: Campeonato FIBA Americas 2011 (englisch The FIBA Americas Championship 2011)) war die 15. Auflage dieses Turniers und fand vom 30. August bis zum 11. September 2011 im argentinischen Mar del Plata statt. Bei dem Turnier ging es neben der Kontinentalmeisterschaft für nationale Auswahlmannschaften der Herren des Kontinentalverbands FIBA Amerika gleichzeitig um die Qualifikation für das Basketballturnier bei den Olympischen Spielen 2012. Von den zehn teilnehmenden Mannschaften qualifizierten sich die zwei Finalisten direkt für die Olympischen Spiele. Die drei nächstplatzierten Mannschaften der Zwischenrunde durften am 2012 folgenden Qualifikationsturnier für den olympischen Basketballwettbewerb teilnehmen. Da Weltmeister Vereinigte Staaten bereits direkt für die Olympischen Spiele qualifiziert war, verzichtete man auf eine Teilnahme an den Kontinentalmeisterschaften. Die Spiele wurden ausschließlich im Polideportivo Islas Malvinas ausgetragen.

## Teilnehmer
Regionale Qualifikation nach den Subzonen des Kontinentalverbands. Für den bereits automatisch qualifizierten Gastgeber Argentinien rückte Venezuela als viertplatzierte Mannschaft des Campeonato Sudamericano 2010 nach. Durch den Verzicht der Vereinigten Staaten wurde auch Panama als fünftplatzierte Mannschaft des Campeonato Sudamericano 2010 eingeladen.

### Nordamerika
- Kanada

### Zentralamerika & Karibik
- Puerto Rico (Sieger Centrobasket 2010)
- Dominikanische Republik (Finalist Centrobasket 2010)
- Panama (Bronzemedaille Centrobasket 2010)
- Kuba (Halbfinalist Centrobasket 2010)

### Südamerika
- Brasilien (Titelverteidiger & Sieger Campeonato Sudamericano 2010)
- Argentinien (Gastgeber & Finalist Campeonato Sudamericano 2010)
- Uruguay (Bronzemedaille Campeonato Sudamericano 2010)
- Venezuela (Halbfinalist Campeonato Sudamericano 2008, Nachrücker für den bereits qualifizierten Gastgeber)
- Paraguay (Fünfter Campeonato Sudamericano 2010, Nachrücker für die  Vereinigten Staaten)

## Modus
Beim Turnier wurde eine Vorrunde in zwei Gruppen zu je fünf Mannschaften als Rundenturnier ausgetragen. Die beiden am schlechtesten platzierten Mannschaften der Vorrunde schieden anschließend aus dem Turnier aus, während die anderen Mannschaften unter Mitnahme ihrer Vorrundenergebnisse eine Zwischenrunde als Fortführung des Rundenturniers gegen die besten vier Mannschaften der anderen Vorrundengruppe ausspielten. Die fünftplatzierte Mannschaft dieser Zwischenrunde war teilnahmeberechtigt am Qualifikationsturnier für die Olympischen Spiele 2012, während die vier Halbfinalisten im K.-o.-System die beiden direkten Qualifikationsplätze sowie die Medaillen dieses Turniers ausspielten.

## Vorrunde
Die Spiele der Vorrunde fand zwischen dem 30. August und dem 3. September 2011 statt.

### Gruppe A
| Nation                     | Sp | S | N | P+  | P-  |
| -------------------------- | -- | - | - | --- | --- |
| 1. Dominikanische Republik | 4  | 3 | 1 | 333 | 296 |
| 2. Brasilien               | 4  | 3 | 1 | 328 | 302 |
| 3. Venezuela               | 4  | 2 | 2 | 381 | 351 |
| 4. Kanada                  | 4  | 2 | 2 | 312 | 306 |
| 5. Kuba                    | 4  | 0 | 4 | 274 | 373 |

### Gruppe B
| Nation         | Sp | S | N | P+  | P-  |
| -------------- | -- | - | - | --- | --- |
| 1. Argentinien | 4  | 4 | 0 | 341 | 248 |
| 2. Puerto Rico | 4  | 3 | 1 | 348 | 266 |
| 3. Uruguay     | 4  | 2 | 2 | 271 | 287 |
| 4. Panama      | 4  | 1 | 3 | 287 | 352 |
| 5. Paraguay    | 4  | 0 | 4 | 259 | 353 |

## Zwischenrunde
Die Spiele der Zwischenrunde, in der die Halbfinalisten und ein weiterer Teilnehmer für das Qualifikationsturnier der Olympischen Spiele ermittelt wurde, fanden zwischen dem fünften und achten September 2011 statt. Die mitgenommenen Ergebnisse der Vorrunde sind kursiv gekennzeichnet.
| Nation               | Sp | S | N | P+  | P-  |
| -------------------- | -- | - | - | --- | --- |
| 1. Brasilien         | 7  | 6 | 1 | 585 | 493 |
| 2. Argentinien       | 7  | 6 | 1 | 602 | 473 |
| 3. Puerto Rico       | 7  | 5 | 2 | 571 | 523 |
| 4. Dominik. Republik | 7  | 4 | 3 | 539 | 543 |
| 5. Venezuela         | 7  | 3 | 4 | 652 | 641 |
| 6. Kanada            | 7  | 2 | 5 | 514 | 561 |
| 7. Uruguay           | 7  | 1 | 6 | 482 | 560 |
| 8. Panama            | 7  | 1 | 6 | 496 | 647 |

## Endrunde
Die Sieger der Halbfinalspiele am 10. September 2011 waren direkt qualifiziert für den Basketballwettbewerb der Olympischen Spiele 2012 in London.

|  | Halbfinale    | Halbfinale              | Halbfinale    |   |           | Finale           | Finale           | Finale           |
|  |               |                         |               |   |           |                  |                  |                  |
|  | 10. September |                         |               |   |           |                  |                  |                  |
|  | 1             | Brasilien               | 83            |   |           |                  |                  |                  |
|  | 4             | Dominikanische Republik | 76            |   |           | 11. September    | 11. September    | 11. September    |
|  |               |                         |               | 1 | Brasilien | 75               |                  |                  |
|  | 10. September | 10. September           | 10. September |   | 2         | Argentinien      | 80               |                  |
|  | 2             | Argentinien             | 81            |   |           |                  |                  |                  |
|  | 3             | Puerto Rico             | 79            |   |           | Spiel um Platz 3 | Spiel um Platz 3 | Spiel um Platz 3 |
|  |               |                         |               |   |           | 3                | Puerto Rico      | 89               |
|  | 4             | Dominik. Republik       | 103           |   |           |                  |                  |                  |
|  |               |                         |               |   |           | 11. September    |                  |                  |